# 梁由之
梁由之，楚人，现居深圳。文史学者，作家，策划人，出版人。代表作有《百年五牛图》、《大汉开国谋士群》、《天海楼随笔》、《锦瑟无端：十年自选集》、《从凤凰到长汀》、《孤独者鲁迅》等。多套大型书系总策划兼主编。